# Cuerpo de Voluntarios Polacos
El Cuerpo de Voluntarios Polacos o PDK (en polaco: Polski Korpus Ochotniczy) es una unidad militar de las Fuerzas Armadas de Ucrania, formada en febrero de 2023 para defender el territorio ucraniano durante la invasión a gran escala desatada por Rusia un año anterior, como producto de la guerra ruso-ucraniana. El cuerpo únicamente está formado a partir del voluntariado polaco que lucha del lado de Ucrania.
Ésta formación militar es un pelotón especial que realiza tareas de reconocimiento y subversión, formado tanto por veteranos de las fuerzas especiales del ejército como voluntarios ordinarios de Polonia. La unidad es independiente de la Legión Internacional de Defensa Territorial de Ucrania y depende directamente del Ministerio de Defensa ucraniano.
El PDK eligió como patrón al teniente Józef Syla-Nowicki, quien en 1920 creó el Escuadrón de Caballería Voluntaria (en polaco: Dywizjon Jazdy Ochotniczej), conocida como la división de los «Húsares de la Muerte», que formaba parte de las unidades de caballería del Ejército Polaco de la Segunda República Polaca, así como también participó en batallas contra los bolcheviques durante la guerra polaco-soviética. El emblema de la unidad se asemeja a la insignia de los Húsares polacos.

## Historial de combate
El 4 de junio de 2023, el Cuerpo de Voluntarios Polacos confirmó su participación en la incursión del 22 de mayo mediante un vídeo que publicaron en sus redes sociales, en el que se les puede ver con tanques T-72B ucranianos, vehículos blindados HMMWV estadounidenses y helicópteros Mi-8. Asimismo, señalaron que lucharon junto al Cuerpo de Voluntarios Rusos (RDK). Por su parte las autoridades polacas respondieron que su Gobierno no tiene relación alguna con el grupo de soldados. «Las actividades de los voluntarios polacos que apoyan a Ucrania en la lucha contra Rusia no deben identificarse con las autoridades de la República de Polonia».